# 모리타 린
모리타 린(일본어: 森田 凜, 2002년 2월 14일~)는 일본의 축구 선수이다.

## 구단 경력
그는 2020년 J2리그의 도쿠시마 보르티스에 입단했다. 2021년부터 2022년까지 일본 풋볼 리그의 나라 클럽에서 뛰었다. 2023년 J3리그의 FC 류큐로 이적했다. 2023년 9월 나라 클럽로 이적했다.